# Славимо те, Румунијо!
Славимо те, Румунијо! (рум.Te slavim, Românie!) је била химна Народне Републике Румуније од 1953. до 1977. Текст химне су написали Еуген Фрунза и Дан Дешлиу, а композитор је Матеј Сокор. У овој химни се наглашава „пријатељство“ са СССР-ом и идеологија лењинизма. Овој химни је претходила химна "Zdrobite cătuşe, а наследила је химна "Trei culori".

## Текст
Te slăvim, Românie, pământ părintesc
Mândre plaiuri sub cerul tău pașnic rodesc
E zdrobit al trecutului jug blestemat
Nu zadarnic, străbunii eroi au luptat
Astăzi noi împlinim visul lor minunat.
Puternică, liberă,
Pe soartă stăpână
Trăiască Republica
Populară Română
Înfrățit fi-va veșnic al nostru popor
Cu poporul sovietic eliberator.
Leninismul ni-e far și tărie si avânt
Noi urmăm cu credință Partidul ne-nfrânt,
Făurim socialismul pe-al țării pământ.
Puternică, liberă,
Pe soartă stăpână
Trăiască Republica
Populară Română
Noi uzine clădim, rodul holdei sporim
Vrem în pace cu orice popor să trăim
Dar dușmanii de-ar fi să ne calce în prag
Îi vom frânge în numele a tot ce ni-e drag
Înălța-vom spre glorie al patriei steag
Puternică, liberă,
Pe soartă stăpână
Trăiască Republica
Populară Română